# Індустріальний союз Донбасу
Індустріальна спілка Донбасу (також відома як Індустріальний союз Донбасу) — одна з найбільших корпорацій України, інтеґрована холдингова компанія, яка володіє або керує пакетами акцій понад 40 промислових підприємств в Україні (Донецької, Луганської та Дніпропетровська області), Угорщині та Польщі. Заснована в грудні 1995 року.

## Керівники
- Голова Ради директорів — Тарута Сергій Олексійович.
- Генеральний директор корпорації ІСД — Мкртчян Олег Артушевич.

## Початковий етап
Компанію «Індустріальний союз Донбасу» створив у 1995 році тодішній заступник голови Донецької обласної ради Віталій Гайдук. Одним із співвласників компанії на початку її існування був Ринат Ахметов, який у підсумку заволодів основними активами «ІСД».
Спочатку ІСД виник як один із багатьох газотрейдерів, що з'явилися на ринку України у 1990-х роках і займалися постачанням російського газу на українські підприємства, а тому не мав жодних активів.

## Купівля ІСД в 2010
В січні 2010 Російський бізнесмен Олександр Катунін спільно з групою фінансових інвесторів за участю Зовнішекономбанку придбали контрольну частину (50 % + дві акції) корпорації.
Олександр Катунін (до 2004 р. — засновник і акціонер Євразхолдінгу) є власником — серед інших логістичних і виробничих організацій — міжнародного трейдера в області сталі і сировини групи Carbofer.
Власниками 49,99 % акцій ІСД залишаються чинні акціонери — Сергій Тарута і Олег Мкртчан. Вони продовжать керувати компанією на рівні глави ради директорів і генерального директора відповідно. Тим часом, Віталій Гайдук вийшов з числа акціонерів.
Фінансовим консультантом виступила російська інвестиційна компанія Трійка Діалог, яка залучила до фінансування операції корпорацію Банк розвитку і зовнішньоекономічної діяльності (Зовнішекономбанк).
В операцію включені виключно металургійні активи, що входять у структуру корпорації ІСД, і її умови не поширюються на інші активи, якими володіють основні бенефіціари корпорації.
До складу ради директорів ІСД будуть введені незалежні члени, серед яких колишній фіндиректор компаній Ільва і Фінінвес Вінченцо Магістро.
Після завершення операції ІСД планує зайняти лідируючі позиції у світовій металургії, завершити формування вертикальної інтеграції і вийти на публічний ринок згідно з міжнародними стандартами.
Генеральний директор металургійних підприємств України «Металургпром» Василь Харахулах вважає, що придбання контрольної частки корпорації ІСД зарубіжними інвесторами є свідченням процесу зникнення української металургії як національної галузі.

## Діяльність
Основу корпорації становлять підприємства чорної металургії і важкого машинобудування. Основні види діяльності: виробництво сталі, прокату, сталевих труб, коксу, устаткування для чорної металургії та коксохімії. Основними активами ІСД є українські Алчевський меткомбінат, Алчевський коксохімзавод, Дніпровський меткомбінат імені Дзержинського, а також меткомбінат Dunaferr в Угорщині і ISD-Huta Czestochowa в Польщі.
Інші сфери діяльності: енергетика, важке машинобудування, будівництво, телекомунікації, рекреаційний бізнес і агросектор.
Корпорація також є вагомим трейдером на ринку металопродукції та суміжних видів сировини: вугілля, коксу та природного газу.

## Підприємства холдингу
Під контролем ІСД перебувають ВАТ «Алчевський металургійний комбінат», ВАТ «Харцизький трубний завод», Дніпровський металургійний комбінат ім. Дзержинського, Краматорський металургійний завод ім. Куйбишева, ВАТ «Дніпровський трубний завод», ВАТ «Алчевський коксохімічний завод», ВАТ «Енергомашспецсталь», Пантелеймонівський вогнетривкий завод, агрофірми «Ольга» і «Зоря», Діанівська птахофабрика, ЗАТ «Бахмутський аграрний союз», ВАТ «Каранський елеватор», а також металургійні підприємства Dunaferr, DAM Steel і Lozenc (всі — Угорщина), металургійний комбінат Huta Czestochowa і завод вогнетривких матеріалів у Хшанові (Польща).
До сфери впливів головного акціонера ІСД відносять інтернет-видання ProUA, газету «Коментарі», Экономические известия, журнал Эксперт-Украина, й «Інвест-Газету».

## Показники
- Прибуток корпорації в 2004 р. — 1358 млн грн.
- За даними преси, річний оборот ІСД за 2005 рік — $3 млрд.
- Заявлені інвестиції ІСД у 2005—2008 рр. — $3,5 млрд.
- 2004 року металургійні підприємства, що входять до ІСД, виробили 8,57 млн т сталі, 5,93 млн т чавуну, 7,12 млн т прокату.

Згідно з даними Світової асоціації виробників сталі (WSA, колишній міжнародний інститут чавуну і сталі — IISI), ІСД у списку найбільших меткомпаній у 2008 році посіла 29-те місце з об'ємом виплавки сталі у 2008 9,9 млн тонн, тоді як за підсумками 2007 року ІСД займало 25-е місце з об'ємом виплавки сталі 11,6 млн тонн.

## Судові справи
У Єдиному державному реєстрі судових рішень було зазначено, що Господарський суд Донецької області розпочав провадження за позовами компаній Indumet (Люксембург) та Дніпровського меткомбінату (ДМК, Кам'янське Дніпропетровської області) до корпорації «Індустріальний союз Донбасу» (ІСД) щодо порушення справи про банкрутство. У результаті підготовчого засідання 30 березня 2021 року, суд відкрив провадження по цій справі. Вирішено, що розмір вимог компанії Indumet, ініціатора позову, становить 10 млрд 125 млн 720 тисяч 482 гривень, а також судового збору у сумі 21 020 гривень.

## Адреса
Україна, м. Донецьк, вул. Щорса, 48